# 마이크 슈미트
마이클 잭 "마이크" 슈미트(Michael Jack "Mike" Schmidt, 1949년 9월 27일 ~ )는 메이저 리그 베이스볼 필라델피아 필리스를 위하여 17개의 시즌들을 활약한 전 미국의 프로 야구 3루수이다. 슈미트는 12회의 올스타 선수였고 3회의 MVP 상을 수상하였으며, 힘있는 타구와 강한 방어의 결합으로 알려졌다. 타자로서 그는 548개의 홈런과 1595개의 타점을 수집하였으며, 홈런에서 8회와 타점에서 4회와 함께 내셔널 리그를 이끌었다. 외야수로서 슈미트는 10회의 3루수를 위한 내셔널 리그 골든 글러브상을 수상하였다. 1995년 미국 야구 명예의 전당에 헌액되었고, 가끔 야구 역사상 위대한 3루수로 숙고되는 편이다.

## 아마추어 야구 경력
오하이오주 데이턴에서 태어나 페어뷰 고등학교를 졸업한 슈미트는 애던스에 있는 오하이오 대학교에서 수학하였다. 1970년 그는 오하이오 밥캐츠 야구 팀을 대학 월드 시리즈로 이끌었고, 그해의 대학 야구 올아메리카 팀을 위한 유격수로 선발되었다. 슈미트는 1971년 메이저 리그 베이스볼 드래프트의 2번째 라운드에서 필라델피아 필리스에 의하여 드래프트되었다.

## 프로 야구 경력

### 마이너 리그
1971년 6월 11일 슈미트는 자신이 리틀 리그 야구를 한 이래 자신을 따르던 필리스의 스카우트 토니 루카델로에 의하여 계약이 맺어졌다. 6일 후, 슈미트는 펜실베이니아주 리딩에서 열린 필리스와 그들의 AA 제휴팀 리딩 필리스 사이의 시범 경기에서 자신의 프로 데뷔를 하였다. 슈미트는 빅리그 필리스를 위하여 유격수로서 전체의 경기를 활약하여 자신의 훗날의 리딩 동료 선수들을 상대로 우승 홈런을 쳤다. 리딩에서 머문 슈미트는 AA 수준에서 그해 시즌의 나머지를 보냈다. 1972년 그는 퍼시픽 코스트 리그의 AAA 유진 에머랄즈로 진행되었다. 유격수와 3루수와 더불어 슈미트는 또한 마이너 리그에서 활동하는 동안 2루수로 활약하였다.

### 메이저 리그

#### 1972 ~ 79
슈미트는 자신이 34개의 홈런과 122개의 타점과 함께 .263점을 타구한 필리스의 제 2군 리그 합동 운영제에서 2개의 시즌을 보냈다. AAA 유진을 위하여 1972년 시즌의 대부분을 활약한 후, 그는 9월에 필리스로 소집되어 12일에 열린 뉴욕 메츠를 상대로 자신의 메이저 리그 데뷔를 하였다. 4일 후, 필라델피아에서 자신의 첫 경력 홈런과 함께 몬트리올 엑스포스의 투수 베일러 무어의 25 무득점 이닝의 연속을 끝냈다.
그해 시즌에 이어 필리스는 자신들의 내야수에서 슈미트를 위한 자리를 열려고 3루수 돈 머니를 밀워키 브루어스로 이적시켰다. 1973년 자신의 완전한 시즌 동안에 136개의 스트라이크아웃과 .196점 만을 타구하는 동안 슈미트는 18개의 홈런을 치면서 자신의 힘있는 능력을 증명하였다.
다음 해 1974년 슈미트의 타구 평균은 .282점으로 오르고 자신의 올스타 승인들 중의 첫 승인을 받았다. 7월 10일 텍사스주 휴스턴의 애스트로돔에서 휴스턴 애스트로스와 경기에서 슈미트는 애스트로스의 투수 클로드 오스틴에 확실한 홈런 같이 보인 공을 쳤다. 확성 스피커를 친 공은 본루로부터 117 피트 위에 매달려 본루로부터 329 피트 멀리 가다가 센터로 떨어졌다. 운동 규칙에 의하여 그 일이 활약에 남아있었고 슈미트는 주자들이 1루와 2루에 각각 하나의 만루로 전진하면서 슈미트는 단 하나로 잡혔다. 그 일은 공이 스피커를 치지 않은 것으로 믿어졌다. 시즌을 위하여 슈미트는 1970년 이래 처음으로 필리스가 내셔널 리그 이스트에서 마지막을 오는 것을 피하는 것을 도움을 주려고 자신이 116개의 타점과 리그를 이끄는 36개의 홈런과 함께 .282점을 타구하면서 내셔널 리그 MVP 상의 투표에서 6위를 하였다. 그의 그해에 404개의 보살은 3루수를 위하여 기록을 남긴다. 그는 또한 유격수와 1루수에서 채워지기도 하였다.
1975년 5월을 통하여 슈미트의 타구 평균은 .200점 아래로 주저앉았다. 7월과 8월의 견고한 달들은 그가 38개의 함께 열에서 두번째 해를 위한 홈런에서 리그를 이끌면서 시즌 말기에 그의 평균이 .249점으로 오른 것을 보았다. 슈미트는 1976년 시즌을 4월 17일 하나의 경기에서 4개를 포함한 필라델피아의 첫 15개의 경기들에서 12개의 홈런을 치면서 시작하였으며, 메이저 리그 베이스볼 역사상 16회 만을 이룬 업적이었다. 시즌을 위하여 슈미트는 107개의 득점에서 진루하고 열(38)에서 3번째 해를 위하여 홈런에서 리그를 이끌어 1969년 디비전 플레이가 시작된 이래 자신들의 첫 디비전으로 필리스를 이끄는 데 자신의 10개의 골든 글러브상들 중에 첫 상을 수상하였다.
필리스는 열에서 3년째 내셔널 리그 이스트를 쥐었으나 1976년 신시내티 레즈에 의하여 휩쓸어지고, 1977년과 1978년 로스앤젤레스 다저스에게 패하였다. 1978년 12월 5일 필리스는 피트 로즈를 자유 계약 선수로서 계약하여 일시적으로 로즈를 4년의 3.2백만 달러 계약과 팀 스포츠에서 높은 봉급을 받는 선수로 만들었다. 대신 필리스는 84 승 78 패로 시즌을 끝내고, 내셔널 리그 이스트에서 4위를 하였다. 자신의 일부를 위하여 슈미트는 45개와 함께 시즌에서 홈런을 위한 클럽 기록을 깼다.

#### 1980 ~ 86

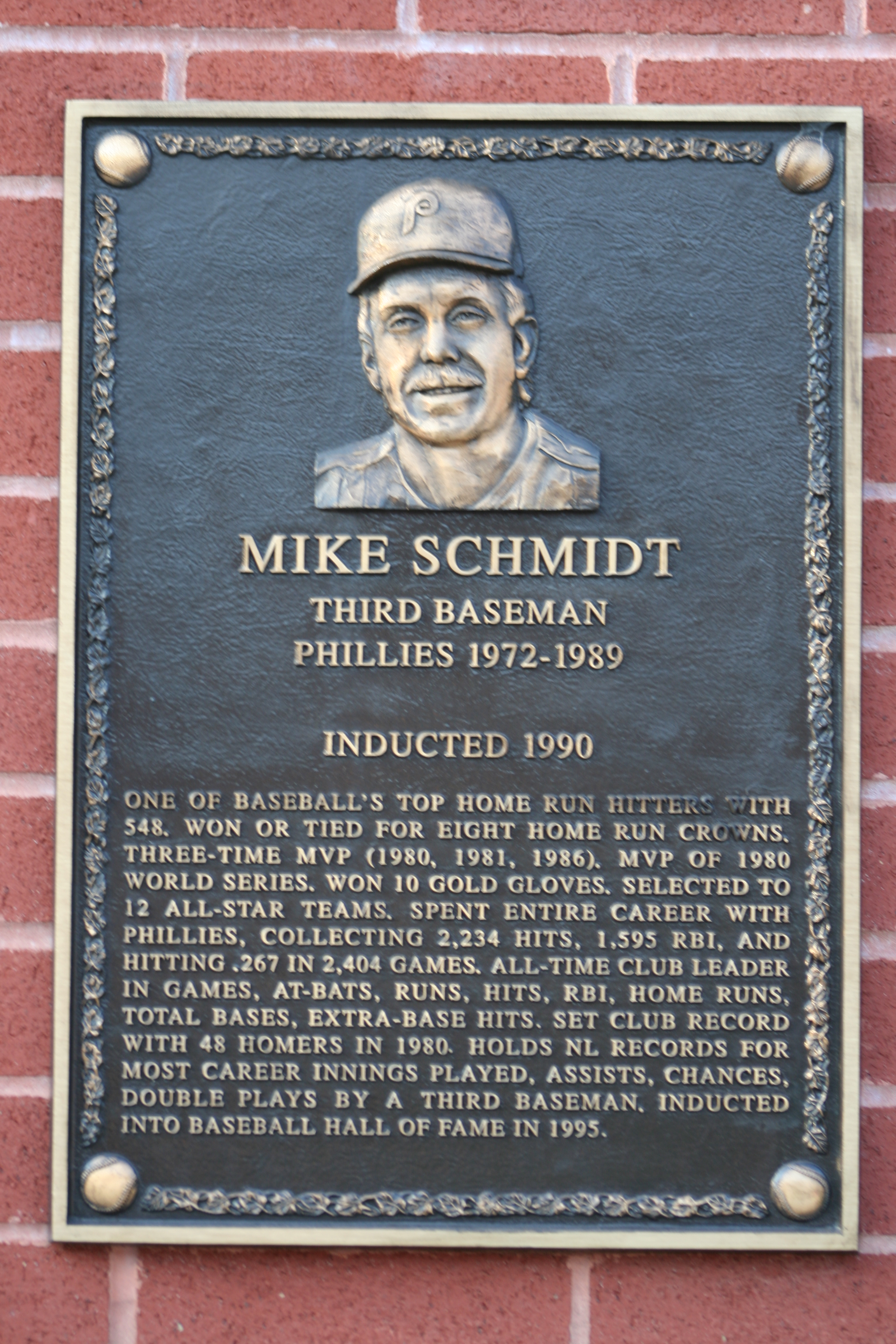
슈미트의 각판

1980년 10월 3일 필리스는 내셔널 리그 이스트에서 1위를 위하여 엑스포즈와 동점을 매겼다. 첫 회에서 재물적인 비구와 6회에서 솔로 홈런과 함께 슈미트는 1위를 쥐어잡는 데 2 대 1의 승리로 이끌었다. 1일 후에 슈미트는 엑스포스에 6 대 4의 이닝 승리를 자신의 팀에 주는 데 11회의 이닝에서 자신의 48번째 홈런을 쳤다. 그의 48개의 홈런은 자신의 팀 기록을 깼고, 자신의 거의 가까운 경쟁자들에 13개 차이로 내셔널 리그를 이끌었다. 리그를 이끄는 121개의 타점과 쌍을 이룬 슈미트는 내셔널 리그 MVP 상을 위하여 만장 일치의 선택이었다.
필리스는 프랜차이즈 역사상 3번째로 월드 시리즈에 도달하는 데 1980년 내셔널 리그 챔피언십 시리즈에서 애스트로스를 꺾었다. 슈미트가 아무 홈런을 치지 않고 5개의 타점과 함께 경력 .191점의 공식 이후 시즌 타구 평균을 가졌어도 1980년 월드 시리즈에서 그의 타구가 살아나와 캔자스시티 로열스를 상대로 2개의 홈런을 쳤다. 필리스는 프랜차이즈 역사상 처음으로 월드 시리즈를 우승하는 데 6개의 경기들에서 로열스를 꺾었다. 월드 시리즈에 이어 슈미트와 4명의 필리스 동료 선수들은 1주간 《Family Feud》에 나왔다. 그와 래리 보와, 게리 매독스, 딕 루스번과 델 운저가 로열스의 5명 선수들 - 데니스 레너드, 댄 퀴젠베리, 폴 스필리토프, 존 워던과 윌리 윌슨과 경쟁을 벌였다.
슈미트의 최고 시즌은 파업으로 짧아진 1981년 시즌이었을 것이다. 그의 31개의 홈런은 리그에서 다른 선수들보다 7개나 더 많았다. 그는 또한 득점, 타점, 총루와 출루에서 내셔널 리그를 이끌었고, 타구 평균, 출루율과 장타율에서 개인적 상급을 세웠다. 그는 이번에 투표의 96%와 함께 자신의 2번째 연속적 MVP 상을 수상하였다.
필리스는 1981년 내셔널 리그 베이스볼 파업이 치자 3.5개의 경기에 의하여 내셔널 리그 이스트를 이끌었다. 결과로서 필리스는 시즌의 첫 절반을 위하여 내셔널 리그 이스 챔피언으로 임명되었으나 그해 내셔널 리그 디비전 시리즈에서 엑스포스에게 패하였다.
1983년 팀의 100주년 기념식에서 슈미트는 프랜차이즈 역사에서 팬들에 의하여 위대한 선수로 뽑혔다. 그해에 그는 필리스를 공식 이후의 시즌으로 다시 이끄는 데 자신 경력에서 6번째로 홈런에서 리그를 이끌었다. 슈미트는 .467의 타구 평균과 함께 자신의 팀을 이끌고, 그해 내셔널 리그 챔피언십 시리즈에서 다저스를 꺾으면서 5개의 득점을 매겼다. 하지만, 그 일은 그해의 월드 시리즈에서 볼티모어 오리올스를 상대로 가장 다른 이야기였다. 필리스는 .195점의 팀 타구 평균으로 보유되었다.
1983년 시즌에 이어 슈미트는 루 게릭 메모리얼 어워드를 수상하였다. 그 오프 시즌에 피트 로즈는 자유 계약 선수로서 필리스를 떠나 엑스포스와 계약을 맺었다. 1루에서 홀과 함께 필리스는 1984년 시즌 동안에 교대 시스템에서 팀 코코런과 렌 매추세크를 경기에 나가게 하였다. 로즈가 하던 방어적 활기를 두 선수 중에 아무도 보이지 않아 순서에서 변화가 있었다. 1985년 시즌 초기에 슈미트는 릭 슈가 3루수 임무를 맡게 되면서 시즌의 말기를 통하여 1루수로 옮기는 데 동의하였다. 필리스는 1974년 이래 처음으로 .500점 아래의 기록과 함께 끝냈다.
1986년 필리스는 외야수 본 헤이스를 1루수로 옮기고, 슈미트를 3루수로 다시 옮겼다. 그는 리그를 이끄는 37개의 홈런과 119개의 타점과 함께 3루수를 위한 기록으로 자신의 3번째 MVP 상에 의하여 응답되었다.

#### 1987 ~ 89

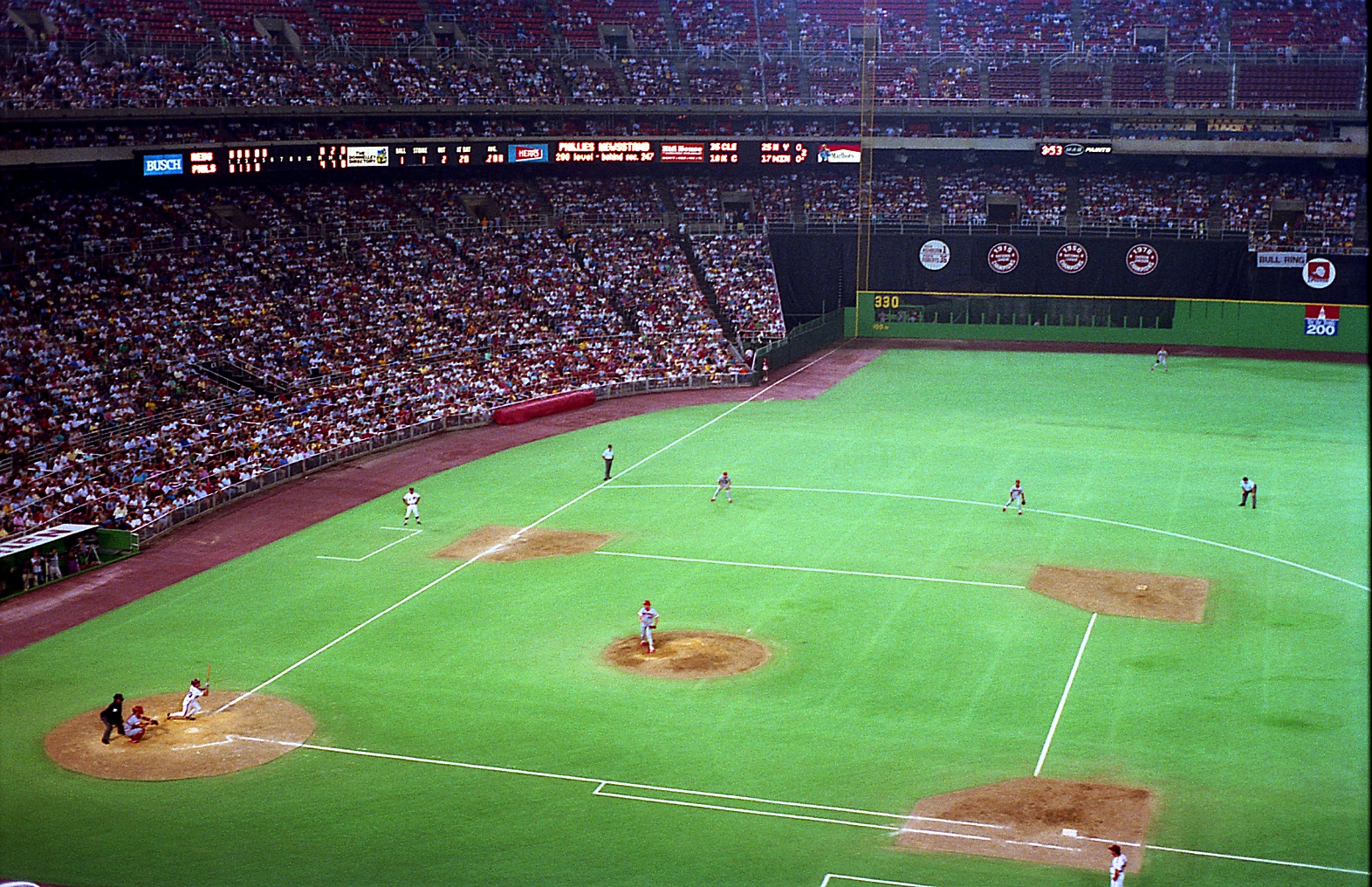
1987년 7월 20일 베테랑스 스타디움에서 신시내티 레즈를 상대로 홈런을 치는 슈미트

1987년 4월 18일 쓰리 리버스 경기장에서 9회의 이닝의 정상에서 피츠버그 파이리츠를 6 대 5로 추적하면서 슈미트는 자신의 500번째 경력 홈런을 쳤다. 그 일은 필리스를 8 대 6으로 놓아 경기의 우승 팀으로 끝나게 하였다.
슈미트의 회전근 부상들이 마지막의 달과 1988년 시즌의 절반을 놓치는 원인을 가져왔다. 그는 1989년 시즌을 위하여 건강하게 돌아왔지만, 부족한 출발 후에 슈미트는 갑자기 5월 29일 샌디에이고에서 자신의 은퇴를 선언하기로 선택하였다. 자신이 필드에 전형적으로 약간의 감정을 보였어도 슈미트는 감정적과 이따금의 눈물, 은퇴 연설과 함께 많은이들을 놀라게 하였다.
자신의 감각적인 표준 이하의 출발과 5월 29일 은퇴에 불구하고, 팬들은 다시 한번 슈미트를 내셔널 리그 올스타 팀을 위한 출발 3루수가 되는 데 투표하였다. 그는 활약하지 않는 데 결정하였으나 경기의 개막식에서 유니폼을 입고 참가하였다.

## 선수 이후의 경력과 영예

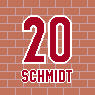
1990년 필라델피아 필리스에 의하여 영구 결번된 슈미트의 등번호 20

슈미트는 처음에 감독이나 코치가 되는 것보다는 자신의 선수 경력 후에 더욱 개인적 라이프스타일로 설득시키는 데 밀고 나갔다. 그는 CBS를 위하여 야구에 관한 다수의 문서들을 쓰고, 정규적으로 자선 골프 토너먼트에 참가하고 있다.
스포팅 뉴스는 자신들의 1990년 1월 29일 판에서 슈미트를 1980년대의 "10년간의 선수"로 임명하였다.
5월 26일 그의 등번호 20은 베테랑스 스타디움에서 경기가 열리기 전에 필리스에 의하여 영구 결번되었다. 같은 시즌에 그는 필라델피아 야구 명예의 절벽의 일원으로서 헌액되었다.
1991년 그와 놀런 라이언은 1988년 설립된 피터 J. 맥거번 리틀 리그 박물관 최고 전당으로 헌액되었으며, 거기에 헌액되는 데 단 하나의 2루수와 3루수 메이저 리그 베이스볼 선수가 되었다.
1995년 슈미트는 96.52%의 당시 4번째로 가장 높은 투표와 함께 미국 야구 명예의 전당으로 선출되었다.
1997년 슈미트는 미국 야구 작가 협회에 의하여 출발 3루수로서 메이저 리그 베이스볼 올타임 팀으로 선출되었다. 그 이벤트는 오하이오주 클리블랜드에서 열린 그해의 메이저 리그 베이스볼 올스타 경기에서 축제가 벌여졌다.
1999년 그는 스포팅 뉴스의 100명의 위대한 야구 선수들의 명단에 28위로 와 최고의 3루수이며, 1967년 이후 경력이 시작된 최고의 선수였다. 그해 후반에 그는 출발 3루수로서 메이저 리그 베이스볼 올센추리 팀에 선출되었다. 그 이벤트는 매사추세츠주 보스턴에서 열린 그해의 메이저 리그 베이스볼 올스타 경기에서 축제가 벌여졌다.
슈미트는 2004년 시티즌스 뱅크 파크에 있는 3루 게이트 밖에 동상과 함께 명예를 얻었다.
2006년 9월 27일 슈미트는 DHL 홈타운 히어로스 흥행식을 위한 필리스의 대표로서 선언되어 필리스 역사상 가장 뛰어난 선수로서 스티브 칼턴, 리치 애시번, 로빈 로버츠와 척 클라인을 꺾었다.
2015년 7월 14일 슈미트는 칼턴, 애슈번, 로버츠와 더불어 팬들에 의하여 필리스의 "프랜차이즈 포" 중의 하나로 임명되었다.
슈미트는 다양한 야구 논쟁들에 자신의 생각들을 공공적으로 표현하였다. 그는 야구에 피트 로즈의 은퇴를 위하여 음성 대변인으로 지내왔다.

### 코치 경력
2002년의 시작에 슈미트는 각각의 봄 훈련이 있는 동안에 필리스와 타구 코치로서 일하였다. 2003년 10월 그는 필리스의 A 플로리다 주립 리그 제휴 팀 클리어워터 스레셔스의 감독으로 임명되었다. 그는 2004년 시즌 만을 위하여 그들의 감독을 맡고 나서 사임하였다. 2009년 그는 월드 베이스볼 클래식을 위한 미국 야구 국가대표팀의 3루 코치를 맡았다.

### 자선 활동
2001년 슈미트는 그랜드 바하마 아일랜드 웨스트엔드에 있는 올드 바하마 베이에서 마이크 슈미트 위너스 서클 인비테이셔널로서 알려진 해마다의 낚시 토너먼트를 후원하기 시작하였다. 첫 이벤트는 2만 7청 달러를 모금하였고, 그 이래 담낭 섬유증을 위하여 1.5백만 달러 이상을 모금하였다.
2008년 슈미트는 또한 담낭 섬유증 재단으로 진행되면서 자신의 548개의 홈런으로 참조되는 마이크 슈미트 548 진팬덜이라 불리는 포도주를 발매하였다.

### 방송 활동
NBC는 슈미트를 1989년 내셔널 리그 챔피언십 시리즈의 첫 경기를 위한 게스트 분석자로 이용하였다. 슈미트는 즉시 시리즈를 통하여 온필드 리포트를 맡았다. 그는 또한 1988년의 내셔널 리그 챔피언십 시리즈가 열리는 동안에 ABC를 위하여 정기의 해설을 마련하기도 하였다.
슈미트는 1990년 시즌을 자신이 실황 방송의 아나운서 짐 바니아크와 파트너를 이룬 이제 현존하지 않은 PRISM 네트워크에 필리스 방송 팀과 함께 흥미와 상상의 프로 분석자로 보냈으며, 자신의 해설과 함께 매우 솔직하고 정직하기로 알려졌다. 그는 2014년에 시작한 시청실로 돌아와 콤캐스트 스포츠넷 필라델피아에 필리스의 일요일 홈 경기를 위한 분석자를 지냈다. 2015년 슈미트는 자신의 스케줄에 토요일 홈 경기를 추가하여 "슈미트와 함께 한 주말" 프로를 창조하였다.

## 같이 보기
- 500 홈런 클럽